# Carmel Busuttil
Carmel Busuttil (* 29. února 1964 Rabat) je maltský fotbalový trenér, bývalý fotbalista a maltský reprezentant.
Byl prvním maltským fotbalistou, který se prosadil v zahraničí a figuruje na seznamu UEFA Jubilee 52 Golden Players. Je považován za jednoho z nejlepších maltských fotbalistů všech dob.

## Hráčská kariéra
V maltské lize hrál za Rabat Ajax FC (mistr ligy 1984/85 a 1985/86 – double) a Sliema Wanderers (mistr ligy 1995/96). Dvakrát vyhrál maltský pohár (1985/86 a 1999/00) a dvakrát maltský superpohár (1985 a 1986). Jednou se stal nejlepším střelcem maltské ligy (1986/87), jeho klub však po dvou titulech překvapivě sestoupil z nejvyšší soutěže a Carmel Busuttil přestoupil do Itálie. V Itálii hrál v páté nejvyšší soutěži za AS Verbania a po jedné sezoně přestoupil do Belgie.
V KRC Genk patřil k ústředním osobnostem týmu (1988–1994), mužstvo se však pohybovalo spíše na chvostu prvoligové tabulky. V sezoně 1989/90 zde působil ve druhé belgické lize. Kariéru uzavřel v maltském klubu Sliema Wanderers (1994–2001).
V maltské lize zasáhl do 208 utkání a vstřelil 93 branky, v belgické lize zaznamenal 137 startů a 34 góly. V letech 1983 a 1986 byl vyhlášen maltským fotbalistou roku.

### Reprezentace
Za maltskou reprezentaci nastoupil ke 111 oficiálním utkáním (05.06.1982–25.04.2001), v nichž vstřelil 23 branky (15.05.1983–20.01.2000). Je druhým nejlepším střelcem maltské reprezentační historie, více branek v reprezentačním týmu dal pouze Michael Mifsud.

### Evropské poháry
V evropských pohárech si připsal 19 startů a dvě vstřelené branky. Startoval v Poháru mistrů evropských zemí (1985/86: 2 zápasy/0 gólů, 1986/87: 2/0) a Poháru UEFA (1983/84: 1/0, 1984/85: 2/0, 1995/96: 2/0, 1996/97: 4/0, 1999/00: 2/0, 2000/01: 2/1, 2001/02: 2/1).

### Prvoligová bilance
| Ročník          | Zápasy | Góly | Minuty | Klub             |
| --------------- | ------ | ---- | ------ | ---------------- |
| I. liga 1982/83 | 14     | 4    | –      | Rabat Ajax FC    |
| I. liga 1983/84 | 13     | 4    | –      | Rabat Ajax FC    |
| I. liga 1984/85 | 12     | 5    | –      | Rabat Ajax FC    |
| I. liga 1985/86 | 14     | 6    | –      | Rabat Ajax FC    |
| I. liga 1986/87 | 12     | 10   | –      | Rabat Ajax FC    |
| I. liga 1988/89 | 22     | 3    | –      | KRC Genk         |
| I. liga 1990/91 | 28     | 5    | –      | KRC Genk         |
| I. liga 1991/92 | 33     | 10   | –      | KRC Genk         |
| I. liga 1992/93 | 27     | 10   | –      | KRC Genk         |
| I. liga 1993/94 | 27     | 6    | –      | KRC Genk         |
| I. liga 1994/95 | 17     | 7    | –      | Sliema Wanderers |
| I. liga 1995/96 | 14     | 7    | –      | Sliema Wanderers |
| I. liga 1996/97 | 22     | 11   | –      | Sliema Wanderers |
| I. liga 1997/98 | 23     | 13   | –      | Sliema Wanderers |
| I. liga 1998/99 | 22     | 11   | –      | Sliema Wanderers |
| I. liga 1999/00 | 22     | 7    | –      | Sliema Wanderers |
| I. liga 2000/01 | 22     | 7    | –      | Sliema Wanderers |
| I. liga 2001/02 | 1      | 1    | –      | Sliema Wanderers |
| CELKEM I. LIGA  | 208    | 93   | –      |                  |
| CELKEM I. LIGA  | 137    | 34   | –      |                  |

## Trenérská kariéra
Po skončení hráčské kariéry se stal trenérem. Vedl také fotbalovou školu. V letech 2003–2005 a 2009–2011 byl asistentem trenéra maltské reprezentace, dále působil v klubech Santa Luċija Net Stars (2005–2006) a Pietà Hotspurs FC (2006–2008).
Na začátku roku 2006 mu byla nabídnuta pozice hlavního trenéra maltské reprezentace, kterou však odmítl a této funkce se ujal Dušan Fitzel.

## Ocenění
- 2000 – Řád Za zásluhy (Malta)[4][37]